# Volkmerjev prehod
Prvo ime, ki se je uporabljalo za to ulico, je bilo Kleine Burg Gasse (Mala grajska ulica), ker je povezovala Gosposko ulico z Grajskim trgom in ker je tekla vzporedno z Grajsko ulico. Pozneje so jo preimenovali v Brunn Gasse (Studenška ulica), po javnem studencu, ki je pred ureditvijo vodovoda oskrboval z vodo večino hiš v zgornjem delu Gosposke ulice. Leta 1919 so jo preimenovali v Volkmerjevo ulico. Leta 1938 so ime popravili v Volkmerjev prehod. Po nemški okupaciji leta 1941 so jo ponovno poimenovali Brunn Gasse. Maja 1945 so ji vrnili slovensko ime Volkmerjev prehod. Leopold Volkmer (1741-1816) je bil ljudski pesnik in skladatelj. Po njem se je poimenoval prehod.